# 剑光街道
剑光街道，是中华人民共和国江西省宜春市丰城市下辖的一个乡镇级行政单位。

## 行政区划
剑光街道下辖以下地区：
向阳社区、东路社区、西路社区、卫东社区、和平社区、金马社区、中山巷社区、坪家湖社区、建新社区、南门社区、河街社区、后街社区、剑民社区、杨柳湖社区、大树李社区和剑邑社区。